# Hexspeak
Le hexspeak, du français hexadécimal et de l'anglais « speak », est un système d'écriture utilisant uniquement les caractères du système hexadécimal : 0123456789ABCDEF. En programmation, le hexspeak permet de créer des nombres magiques faciles à mémoriser.
Les chiffres peuvent ne pas être utilisés du tout, comme dans 0xDEADBEEF (« dead beef ») et 0xCAFEBABE (« café babe »). 0xDEADBEEF est parfois utilisé comme remplissage pour de la mémoire non-initialisée (à l'allocation) ou effacée (après désallocation). 0xCAFEBABE sont les 4 premiers octets d'un fichier .class (du langage Java).
Les chiffres peuvent être utilisés pour leur ressemblance graphique avec des lettres : « 0 » pour O, « 1 » pour I ou pour L, « 5 » pour S, « 6 » pour G, « 7 » pour T, comme dans 0xFACEB00C ou 0xC01055E (pour « colosse »). Certains chiffres peuvent être utilisés pour leur consonance en anglais, « 8 » pour ate comme dans 0xDEFEC8ED (pour « defecated »).
À la différence du leet speak, le hexspeak n’a pas pour objectif de compliquer la lecture pour le néophyte, ce n'est qu'un moyen de choisir un nombre pour symboliser quelque chose par une astuce mnémotechnique, qui rend ce nombre facilement reconnaissable et vérifiable.

## Exemples
| Code       | Traduction     |
| ---------- | -------------- |
| 0xD1CECA5E | dice case      |
| 0xFEE4ABED | fee for a bed  |
| 0xB16B00B5 | big boobs      |
| 0xDEADBEEF | dead beef      |
| 0xB0CAD0   | beau cadeau    |
| 0xF1AC     | FLAC (ou Fiac) |